# Johann Anton Casparis der Ältere
Johann Anton Casparis (* 14. Mai 1808 in Masein; † 16. Dezember 1877 auf Schloss Rietberg in Pratval) war ein Schweizer Jurist und Politiker (Liberaler).

## Leben

### Familie
Johann Anton Casparis entstammte der Familie Casparis und war der Sohn des Pfarrers Christian Casparis und dessen Ehefrau Barbara (geb. Christofel).
Er war mit Maria Menga, die Tochter des Christian Schreiber, Landwirt in Thusis, verheiratet; sein gleichnamiger Sohn Johann Anton Casparis wurde später ebenfalls Politiker.

### Werdegang

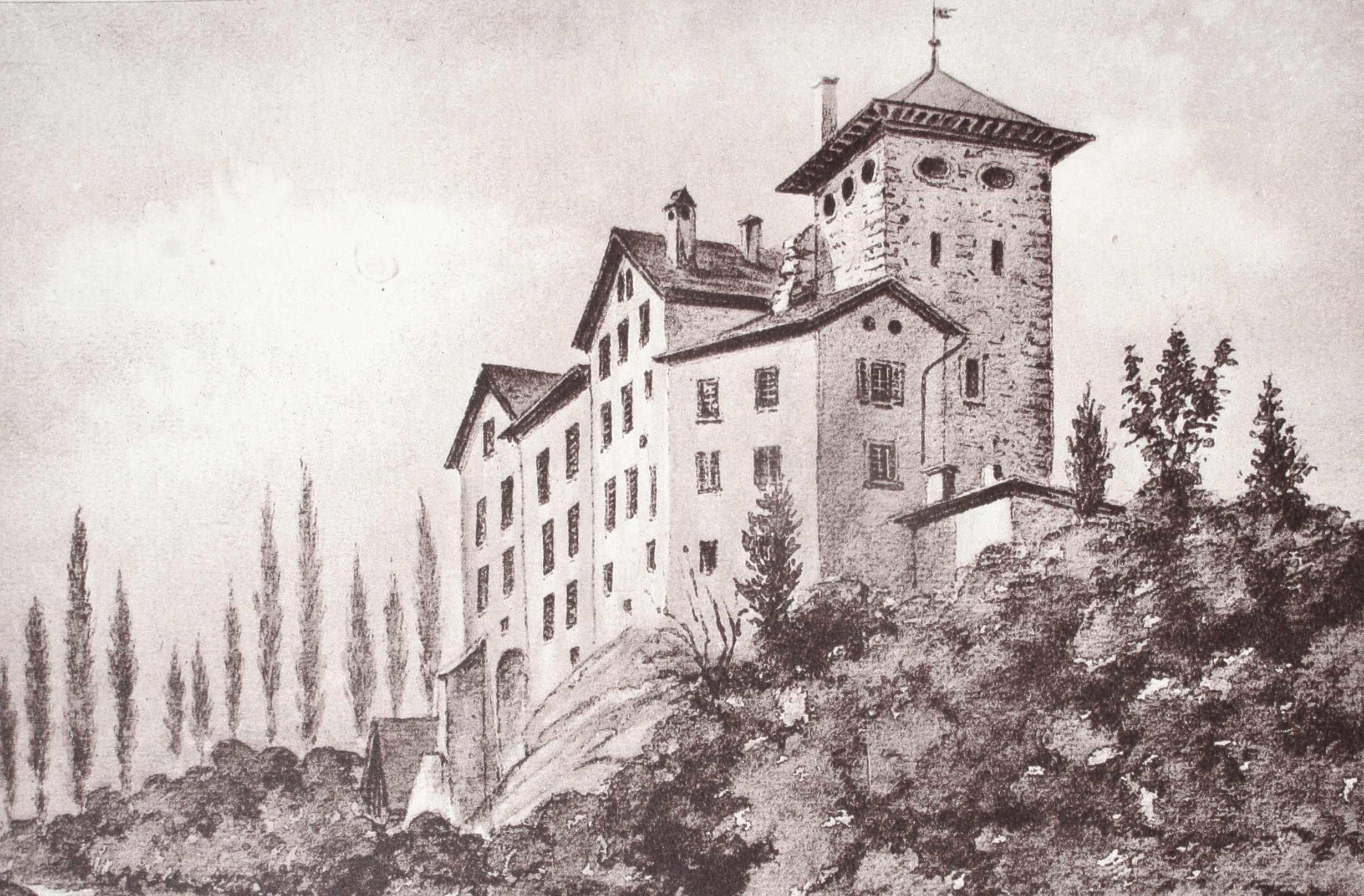
Schloss Rietberg um 1880

Johann Anton Casparis besuchte die Dorfschule in Donath und nahm Privatunterricht, bevor er an die Kantonsschule Chur (siehe Bündner Kantonsschule) kam. 
Er bildete sich im Selbststudium zum Juristen aus und war ab 1832 als Anwalt tätig. In den Jahren von 1855 bis 1858 sowie von 1864 bis 1877 war er Präsident des Bezirksgerichts Heinzenberg. Johann Anton Casparis war, gemeinsam mit seinem Bruder, Mitbesitzer des Schlosses Rietberg und dessen angeschlossenem Landwirtschaftsbetrieb, nachdem es von seinem Vater 1822 gekauft worden war.

### Politisches Wirken
Von 1845 bis 1865 war Johann Anton Casparis Gemeindepräsident von Pratval. Von 1851 bis 1853 sowie von 1856 bis 1857 war er im Bündner Grossen Rat vertreten; in dieser Zeit war er von 1852 bis 1853 Kreispräsident des Kreises Thusis.
Als föderalistischer Liberaler und Gegner der Bundesrevision von 1872 (siehe Totalrevision der Schweizer Bundesverfassung 1872) wurde er für die Zeit vom 2. Dezember 1872 bis zum 5. Dezember 1875 in den Nationalrat gewählt; 1874 befürwortete er die Bundesrevision (siehe Totalrevision der Schweizer Bundesverfassung 1874).